# Região Geográfica Imediata de Marília
A Região Geográfica Imediata de Marília é uma das 53 regiões imediatas do estado brasileiro de São Paulo, uma das cinco regiões imediatas que compõem a Região Geográfica Intermediária de Marília e uma das 509 regiões imediatas no Brasil, criadas pelo IBGE em 2017.
É composta por 18 municípios, tendo uma população estimada pelo IBGE para 1.º de julho de 2017, de 386 714 habitantes e uma área total de 6 691,819 km².

## Municípios
Fonte: IBGE – Cidades
| Município             | População Estimada (2017) | Área (km²) |
| --------------------- | ------------------------- | ---------- |
| Álvaro de Carvalho    | 5 119                     | 153.662    |
| Alvinlândia           | 3 196                     | 84.879     |
| Campos Novos Paulista | 4 900                     | 484.199    |
| Echaporã              | 6 247                     | 515.258    |
| Fernão                | 1 691                     | 100.504    |
| Gália                 | 6 776                     | 355.914    |
| Garça                 | 44 582                    | 555.807    |
| Getulina              | 11 362                    | 676.755    |
| Guaimbê               | 5 737                     | 217.811    |
| Júlio Mesquita        | 4 733                     | 128.183    |
| Lupércio              | 4 573                     | 155.171    |
| Marília               | 235 234                   | 1170.515   |
| Ocauçu                | 4 308                     | 301.036    |
| Oriente               | 6 473                     | 218.668    |
| Oscar Bressane        | 2 616                     | 222.13     |
| Pompéia               | 21 674                    | 784.674    |
| Quintana              | 6 530                     | 318.937    |
| Vera Cruz             | 10 963                    | 247.716    |
| Total                 | 386 714                   | 153,662    |